# Ертан Томбак
Ертан Томбак е български професионален футболист, защитник (десен бек), юношески и младежки национал на България, състезател на ПФК Славия (София).

## Кратка биография
Роден е във Варна, където и започва да тренира футбол от най-ранна възраст в школата на ПФК Черно море (Варна).
На 31 май 2017 г. Томбак прави своя професионален дебют при равенството 2:2 като гост срещу ПФК Левски (София), като изиграва пълни 90 минути. На 6 юли 2017 г. той подписва първи професионален договор с варненският отбор, нещо което Томбак публично заявява, че е „сбъдната мечта“ за него.
На 6 октомври 2018 г. обявява, че се оттегля от футбола, за да учи висше образование в университета в София.
През есента на 2018 г. Томбак стартира подготовка с тима на ПФК Славия (София), а на 9 януари 2019 г. Славия официално обявява Томбак като първото си зимно попълнение.